# فرينس ليه مونتوبان
فرينس ليه مونتوبان (بالفرنسية: Fresnes-lès-Montauban)‏ هي بلدية تقع في إقليم باد كاليه من منطقة نور با دو كاليه في شمال فرنسا. تبلغ مساحة هذه المدينة 4.95 (كم²)، وترتفع عن سطح البحر 45 م، يبلغ عدد سكانها 499 نسمة حسب إحصاء المعهد الوطني للإحصاء والدراسات الاقتصادية سنة 2009 م. وترأس André Lacroix البلدية خلال فترة (2008-2014).